# Dicranacrus variegatus
Dicranacrus variegatus är en insektsart som beskrevs av Ludwig Redtenbacher 1891. Dicranacrus variegatus ingår i släktet Dicranacrus och familjen vårtbitare. Inga underarter finns listade i Catalogue of Life.